# Sepedonium roseum
Sepedonium roseum är en svampart som beskrevs av Fr. 1832. Sepedonium roseum ingår i släktet Sepedonium och familjen Hypocreaceae.   Inga underarter finns listade i Catalogue of Life.